# CityCar
El CityCar o MITCar fue un prototipo de coche urbano totalmente eléctrico diseñado en el Instituto Tecnológico de Massachusetts. El proyecto fue concebido por William J. Mitchell y su grupo de Investigación en Ciudades Inteligentes con el apoyo de General Motors y otras organizaciones. 
El diseño se completó y un prototipo a gran escala del MIT CityCar se desarrolló bajo el liderazgo de Kent Larson, Director del City Science Group en el Media Lab. La revista Time Magazine eligió CityCar como uno de los "Mejores Inventos de 2007".

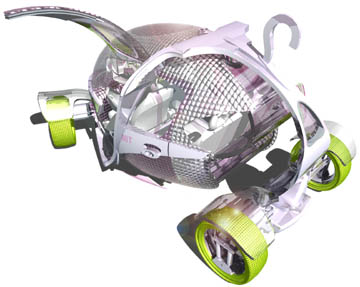

Esta investigación sobre la movilidad en el futuro  estuvo desarrollándose desde 2003. Diseñado para el tráfico fluido en los núcleos urbanos, la investigación de este prototipo estuvo alrededor de la idea de que los pasajeros se movieran por  la ciudad de un modo inteligente y ecológico. Este proyecto comprende la prueba y fabricación de un vehículo que reinventa el automóvil como un objeto y redefine la relación del usuario con los patrones metropolitanos. La intención era sacar el proceso de diseño "más allá" del mero diseño automovilístico. El prototipo fue diseñado desde una nueva perspectiva: la de arquitectura, energía, ecología, planificación urbana y diseño urbano.
El arquitecto Frank Gehry participó en la exploración de las primeras versiones de CityCar y General Motors proporcionó gran parte del apoyo financiero.
El CityCar aspiraba a ser la solución más limpia, económica y sostenible para satisfacer la demanda de movilidad urbana personal en ciudades densamente pobladas, y fue diseñado para ciudades en lugar del automóvil convencional, que durante todo el siglo XX ha moldeado el diseño y paisaje de la ciudad. El objetivo principal del automóvil es complementar los sistemas de transporte público, proporcionando movilidad para la primera y última parte de un viaje, lo que significa que el despliegue ideal sería en flotas de vehículos compartidos ubicados cerca de centros de transporte público. Este esquema operativo se llama sistema de "movilidad bajo demanda"..  El CityCar también podría usarse para viajes cortos en flotas urbanas gubernamentales y corporativas para proporcionar servicios como correo y entregas comerciales, patrullaje policial, etc.

## Concepto de diseño
El prototipo CityCar fue diseñado como un vehículo ultra pequeño (USV) de cuatro ruedas, totalmente eléctrico para dos pasajeros, y una interfaz de conductor por cable. Cada rueda se controla digitalmente de forma independiente, con su propio motor de rueda, que les permite moverse en diferentes direcciones y velocidades, y permite que las ruedas giren hasta 120 grados, lo que consigue girar en un radio de giro de diez centavos o 0 grados, dando así la maniobrabilidad más precisa del vehículo. Esta característica hace que el CityCar sea adecuado para condiciones urbanas, ya que puede realizar movimientos laterales para estacionar en paralelo y giros en O en lugar de los giros convencionales de tres puntos.
Esta disposición de ruedas permite la entrada y salida por cuatro puntos alrededor del perímetro del vehículo. El CityCar fue diseñado para entrada frontal, lo cual es factible porque no hay motor en el camino. El equipaje y la entrada y salida de emergencia están en la parte trasera, y no hay entrada y salida lateral. Esta configuración permite el estacionamiento en la acera y el embarque de pasajeros desde la acera en lugar de desde la carretera, lo que permite eliminar la necesidad de espacio libre lateral entre los vehículos estacionados. También simplifica el vehículo, que no necesita acomodar la abertura de las puertas.
El CityCar fue diseñado con un marco plegable a través de un enlace de cuatro barras que permite que el vehículo se pliegue para un estacionamiento más compacto, lo que permite apilar tres o cuatro CityCars en la longitud de un estacionamiento en batería tradicional, una característica particularmente eficiente en zonas urbanas abarrotadas. Los sistemas de seguridad operan en múltiples niveles. El mecanismo de plegado del automóvil también proporciona espacio para los sistemas de desaceleración. Su detección electrónica y comunicaciones inalámbricas contribuyen a reducir la probabilidad de accidentes. Y si ocurre un choque, la baja masa y la velocidad relativamente baja reducen la energía involucrada en un choque con un vehículo similar. De todas formas, todavía se necesitarían cinturones de seguridad y bolsas de aire o air bags.

## Especificaciones
El CityCar se controlaba con una palanca de mando o joystick, y  opcionalmente con un volante electrónico. El prototipo tenía 2.5 metros (8 pies 2 pulgadas) de largo y se pliega en 1.5 metros (4 pies 11 pulgadas) cuando está estacionado;  pesa menos de 1,000 libras (450 kg). La velocidad máxima es de 50 kilómetros por hora (31 mph) y puede acelerar desde el reposo en 3 segundos. La distancia que puede recorrer con su capacidad eléctrica es de 120 kilómetros (75 millas). La batería de iones de litio se encuentra en el piso y se puede recargar en 12 minutos. Este automóvil eléctrico sería capaz de subir pendientes de hasta un 20 por ciento.
El CityCar tenía un 60% del tamaño de un Smart Car, y su paquete de baterías de iones de litio proporcionaba el equivalente de 150 a 200 mpg-us (1.2 a 1.6 L / 100 km; 180 a 240 mpg-imp) sin emisiones de escape.

## Versión comercial del MIT CityCar

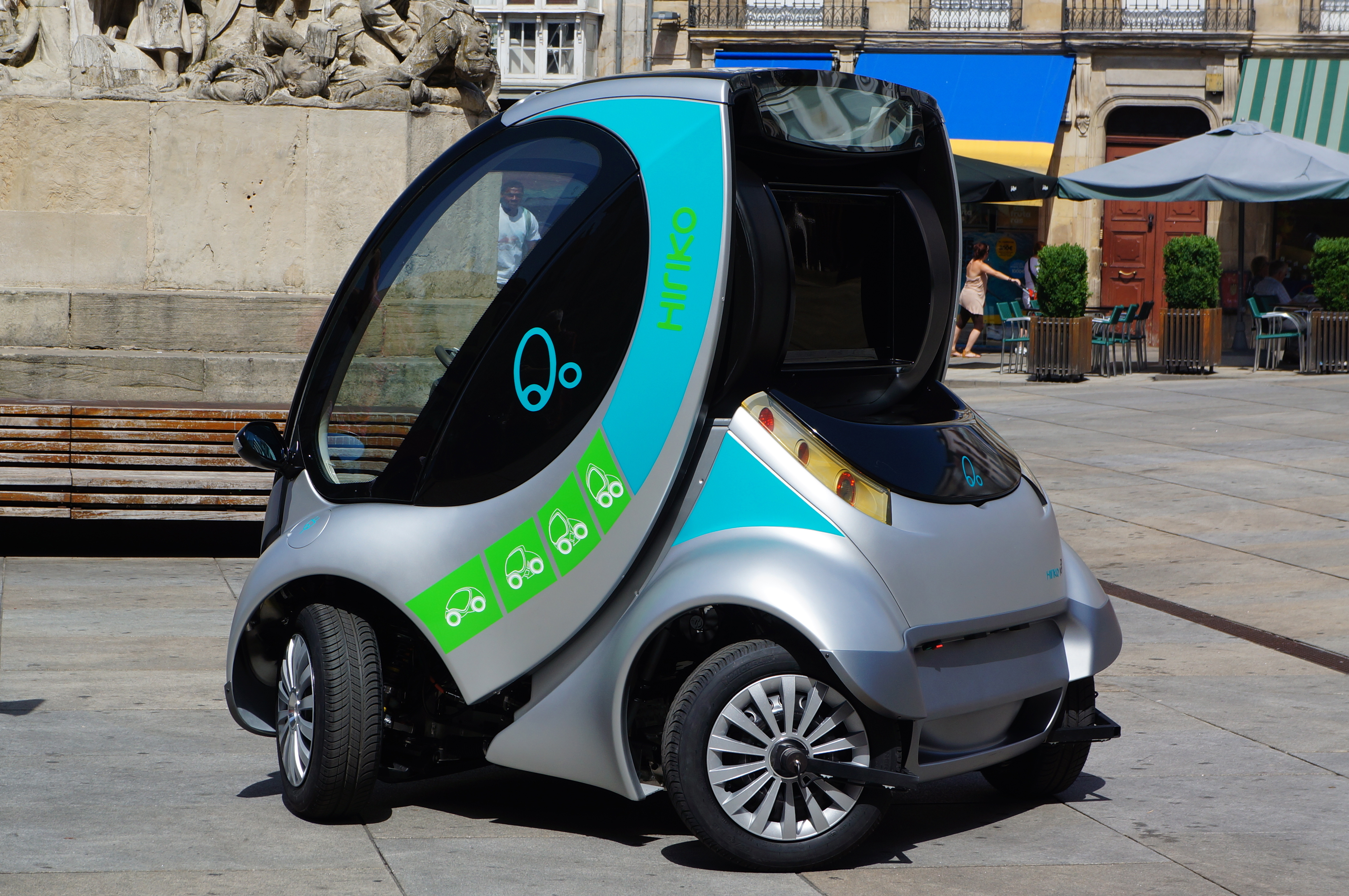
Modelo de preproducción de Hiriko Fold en una demostración en Vitoria, España.

El consorcio español Hiriko Driving Mobility autorizó el diseño para construir un modelo comercial llamado Hiriko basado en el concepto de CityCar y  para ser probado en varias ciudades europeas.. La producción de 20 coches de preproducción de prueba comenzó en 2012 en Vitoria. La primera prueba de demostración estaba programada para comenzar en Vitoria a fines de julio de 2012. La prueba debía comenzar con 6 Hirikos como parte de un programa de autos compartidos administrado por la ciudad, con dos puntos de recogida / devolución, y el servicio sería disponible para todos los ciudadanos a un costo de € 9 (US $ 11) por hora..  Se esperaban otros ensayos en Bilbao, España, Boston, EE. UU. y Malmö, Suecia.
El Hiriko Fold, uno de los tres modelos planeados para producción, estaba programado para salir a la venta en 2013 por alrededor de € 12,500 (US $ 16,400), y el plan del consorcio era vender el Hiriko a los ayuntamientos de ciudades, incluidas Barcelona, Berlín y San Francisco. La compañía también planeó promocionar los automóviles en ciudades de toda Europa para expandir sus programas de autos compartidos..
Todo el proyecto se vino abajo y sus participantes fueron despedidos, algunos de los cuales ahora están demandando una indemnización por despido. Los activos del proyecto se congelaron en 2015, y algunos ex empleados revelaron que algunas partes del automóvil que se estrenaron en 2012 estaban pegadas con velcro y superpegamento. Al final, solo se completó un automóvil y dos quedaron semi-terminados.  El líder del equipo del MIT, Kent Larson, dijo que en el tiempo que se tomó la compañía para tratar de fabricar Hiriko, su tecnología ya se había vuelto "obsoleta", ya que los servicios de taxi sin conductor no requerirían plegarse al no estacionarse en los escasos y valiosos aparcamientos del centro de las ciudades.
Después de completar el proyecto MIT CityCar, el grupo de investigación City Science de Kent Larson desarrolló un vehículo eléctrico de tres ruedas, ultraligero, autónomo y de uso compartido, llamado Vehículo eléctrico persuasivo o PEV, para mover personas y mercancías en el centro de las ciudades.